# Kakadu Traders
Kakadu Traders är ett australienskt varumärke som funnits sedan 1972. Varumärket har sitt ursprung i den australienska arbetarklassen och inriktningen är friluftskläder som är anpassade efter den australienska vildmarkens olika innehåll. Klädmärket säljs i över 50 länder runt om i världen. Varumärket startades och drivs fortfarande av familjen Whillas som även har varumärket Whillas & Gunn. Kläderna är i huvudsak tillverkade av behandlat canvastyg och går ofta under den svenska benämningen oljerock. Människor har i hundratals år använt oljerocken som ett tåligt och vattentätt skydd och från början tillverkades oljerocken med hjälp av gamla segel och behandlades med olika oljor såsom paraffinolja. Det finns ett antal kända varumärken som idag tillverkar oljerockar och de mest välkända är Barbour, Drizabone och Kakadu Traders. 
Företaget har idag anställda i fyra världsdelar som agerar distributörer. I USA finns Kakadu Traders i Portland, Oregon som servar hela den amerikanska marknaden och Tyskland ligger Europalagret i Werne. I Australien där allting en gång startade finns huvudkontoret i staden Bankstown i New South Wales. Det finns även egenägda fabriker i Kina, Tianjin, så tillverkningen delas mellan Kina och Australien. Företaget har cirka 400 anställda runtom i världen inom områden som företagsledning där bröderna Whillas i dag sitter, men det finns även marknadschefer för varje världsdel där företaget finns. På det europeiska huvudkontoret arbetar tyskan Christin Beyer som marknadschef för Europa tillsammans med säljare, marknadsförare och ett antal personer som arbetar med inköp, paketering och all övrig logistik. 